# Elżbieta z Branickich Sapieżyna
Elżbieta z Branickich Sapieżyna (ur. 1734 – zm. 3 września 1800 w Kodniu) – wojewodzicowa mścisławska, polityk, przyjaciółka Stanisława Augusta Poniatowskiego.
Była siostrą Franciszka Ksawerego Branickiego.
W 1753 poślubiła Jana Józefa Sapiehę z linii różańskiej, syna Piotra Pawła, z którym rozwiodła się w 1755. Następnie wyszła za mąż za Jana Sapiehę z linii kodeńskiej, syna Ignacego, który umarł w roku 1757, nie chcąc podobno widzieć jej przed śmiercią. Po drugim mężu został jej tytuł wojewodzicowej mścisławskiej.
W 1761 pożyczyła Stanisławowi Augustowi Poniatowskiemu, podówczas stolnikowi litewskiemu, 300 tys. złotych. Ich romans zaczął się jeszcze podczas bezkrólewia 1763, a jej rywalką była podówczas inna Sapieżyna, Magdalena z Lubomirskich. W przeciwieństwie do Magdaleny Elżbieta nie była pozbawiona ambicji politycznych, próbując skłócić go z Familią. Uczestniczyła w przygotowaniach sejmików i sejmów, bywała częstym i aktywnym gościem na sejmach i trybunałach.
Jej związek z królem zaczął słabnąć w latach 70., szczególnie kiedy Franciszek Ksawery Branicki po otrzymaniu stanowiska hetmana wielkiego koronnego przeszedł w 1774 r. do opozycji. Po opuszczeniu dworu otrzymywała miesięczną pensję od króla w wysokości 200 dukatów jeszcze do 1776. Na skutek popierania brata w opozycji do króla i ambasadora rosyjskiego Stackelberga w jej majątku w Kodniu ulokowano wojska rosyjskie. W latach 1776–1780 zajmowała się sprawami majątkowo-spadkowymi. W 1782 sprzeciwiła się usunięciu z biskupstwa krakowskiego Kajetana Sołtyka. W czasie trwania Sejmu Czteroletniego pozostała w opozycji razem z hetmanami i Szczęsnym Potockim, jednak w maju 1792 poparła Konstytucję 3 maja. Wycofała się z życia politycznego w 1793.
Zmarła w Kodniu 3 września 1800.
Z drugiego małżeństwa miała syna Kazimierza Nestora, którego karierę polityczną cały czas kontrolowała, używając wszystkich swoich wpływów.
W młodości "raczej hoża i dowcipna niż piękna, bezceremonialna i rubaszna, hałaśliwa" (Vautrin).